# Siam Center

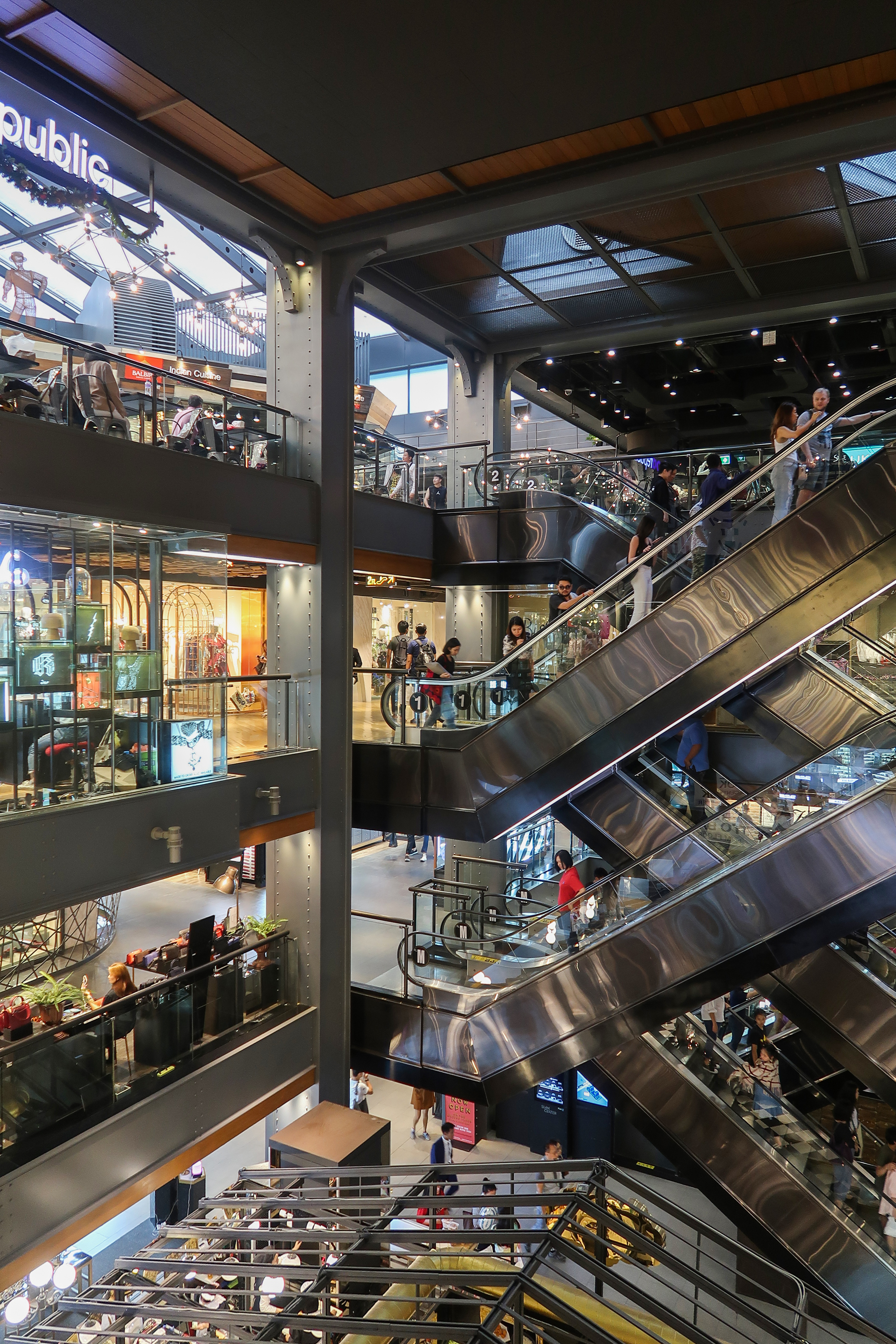
Siam Center Atrium sau khi cải tạo năm 2013

Siam Center (tiếng Thái: สยามเซนเตอร์) là trung tâm thương mại gần Ga Siam BTS ở Băng Cốc, Thái Lan.

## Lịch sử
Siam Center được xây dựng vào năm 1973 là một trong những trung tâm thương mại đầu tiên tại Băng Cốc. Nó được cải tạo nhiều lần, bao gồm sau vụ hỏa hoạn vào năm 1995. Vào ngày 11 tháng 1 năm 2013, Siam Center làm mới thương hiệu thành Siam Center The Ideaopolis.

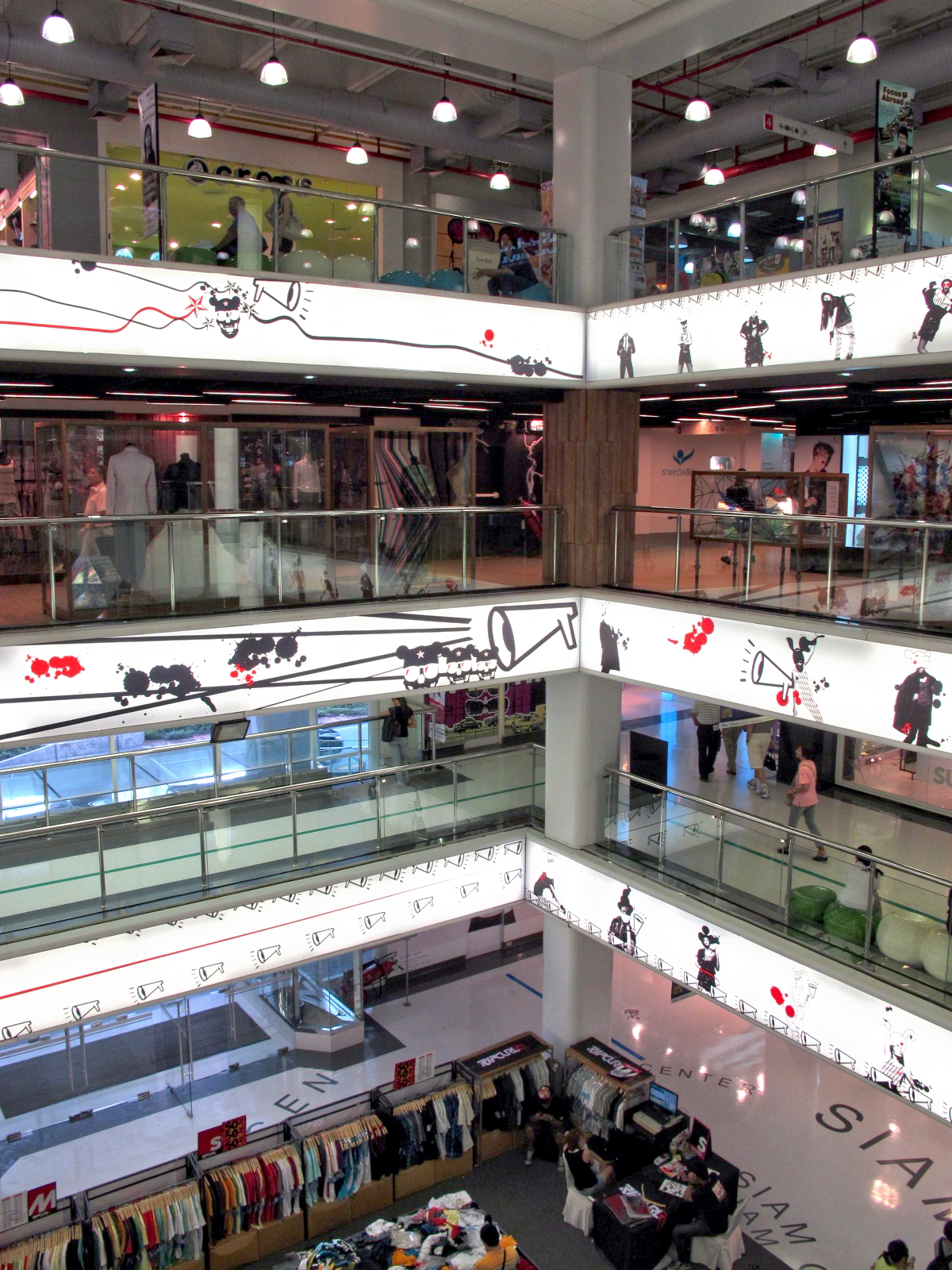
Không gian bên trong năm 2011
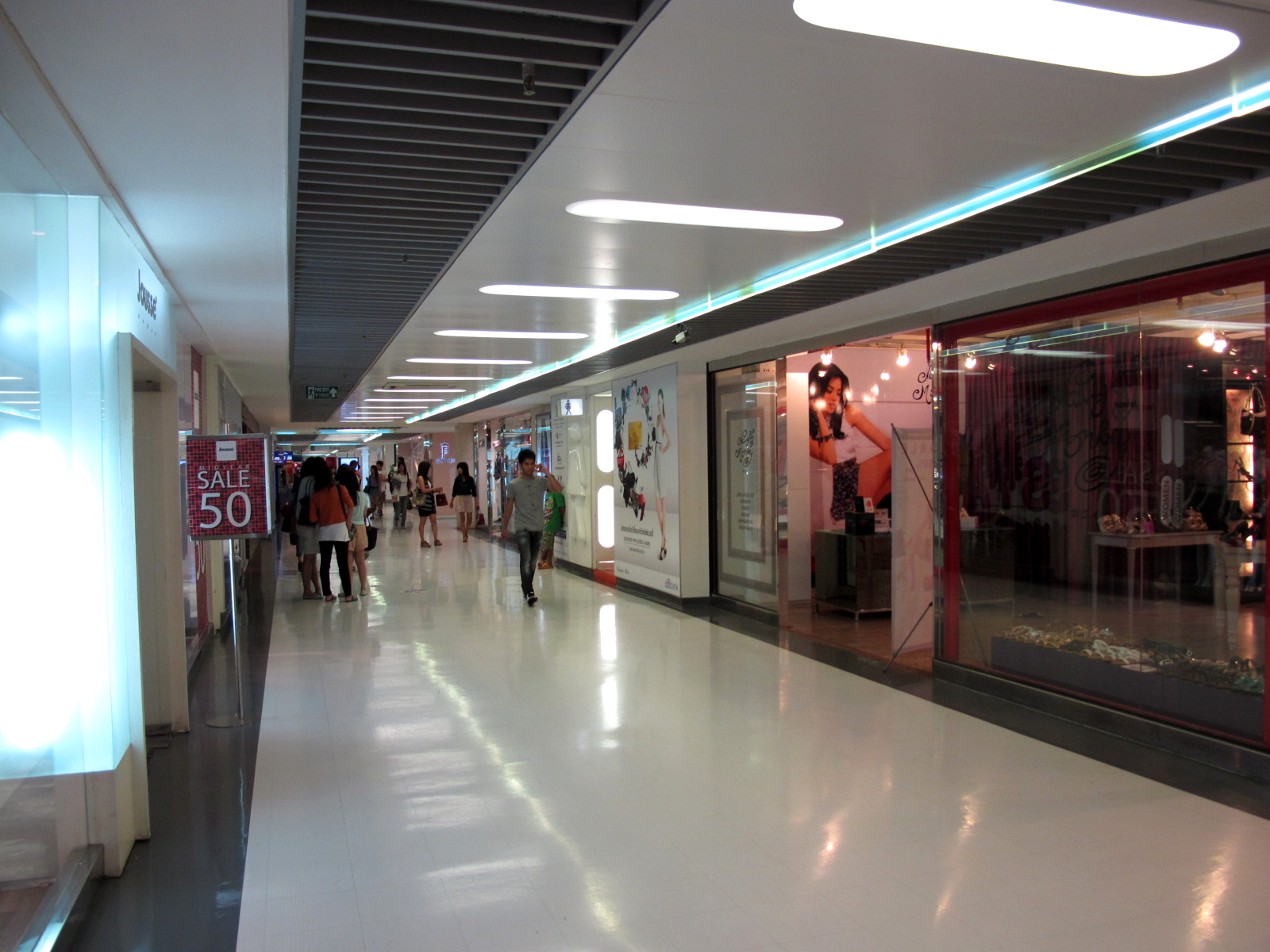
Cửa hàng tầng 2 năm 2011
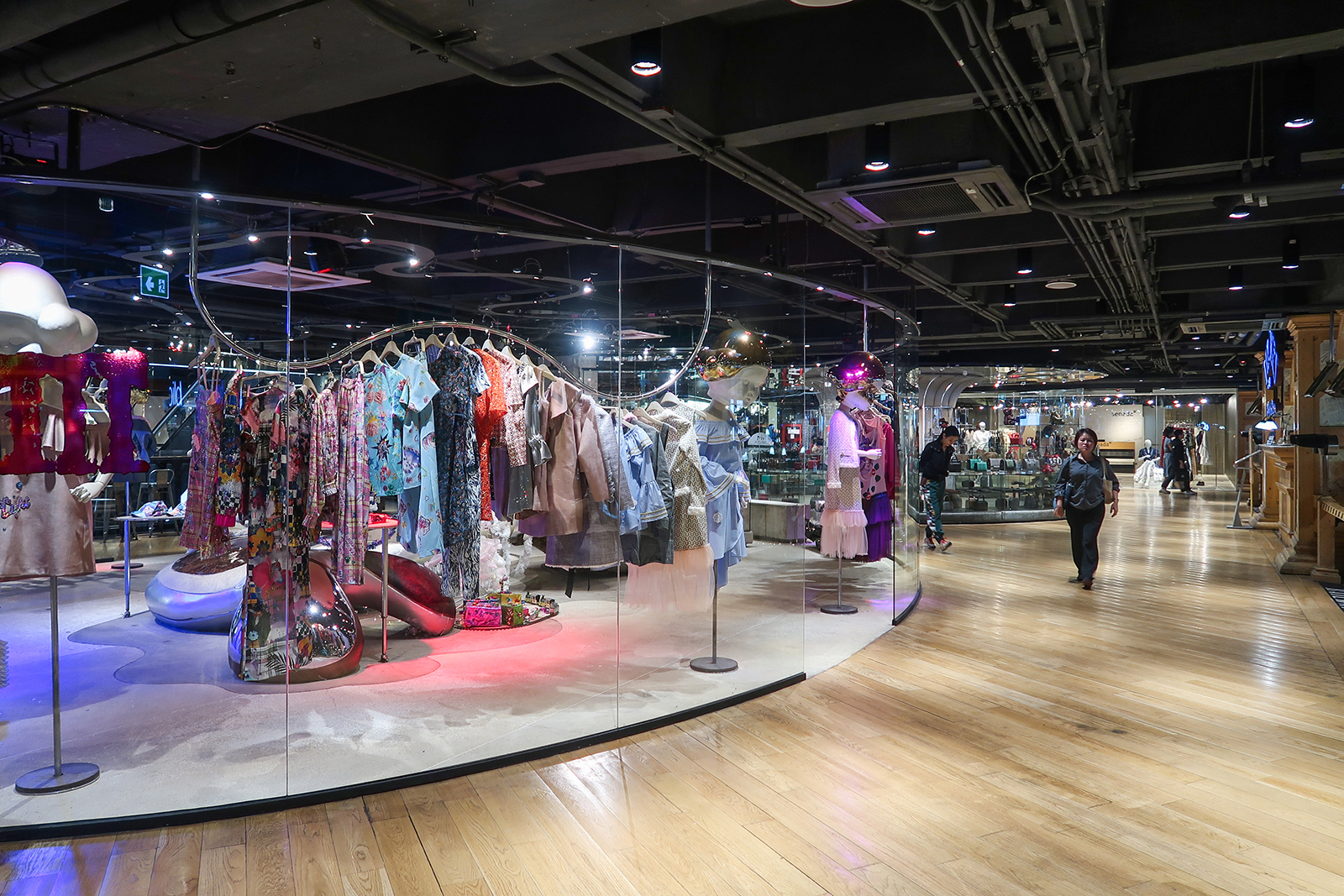
Sau khi cải tạo, cửa hàng sử dụng thiết kế mở
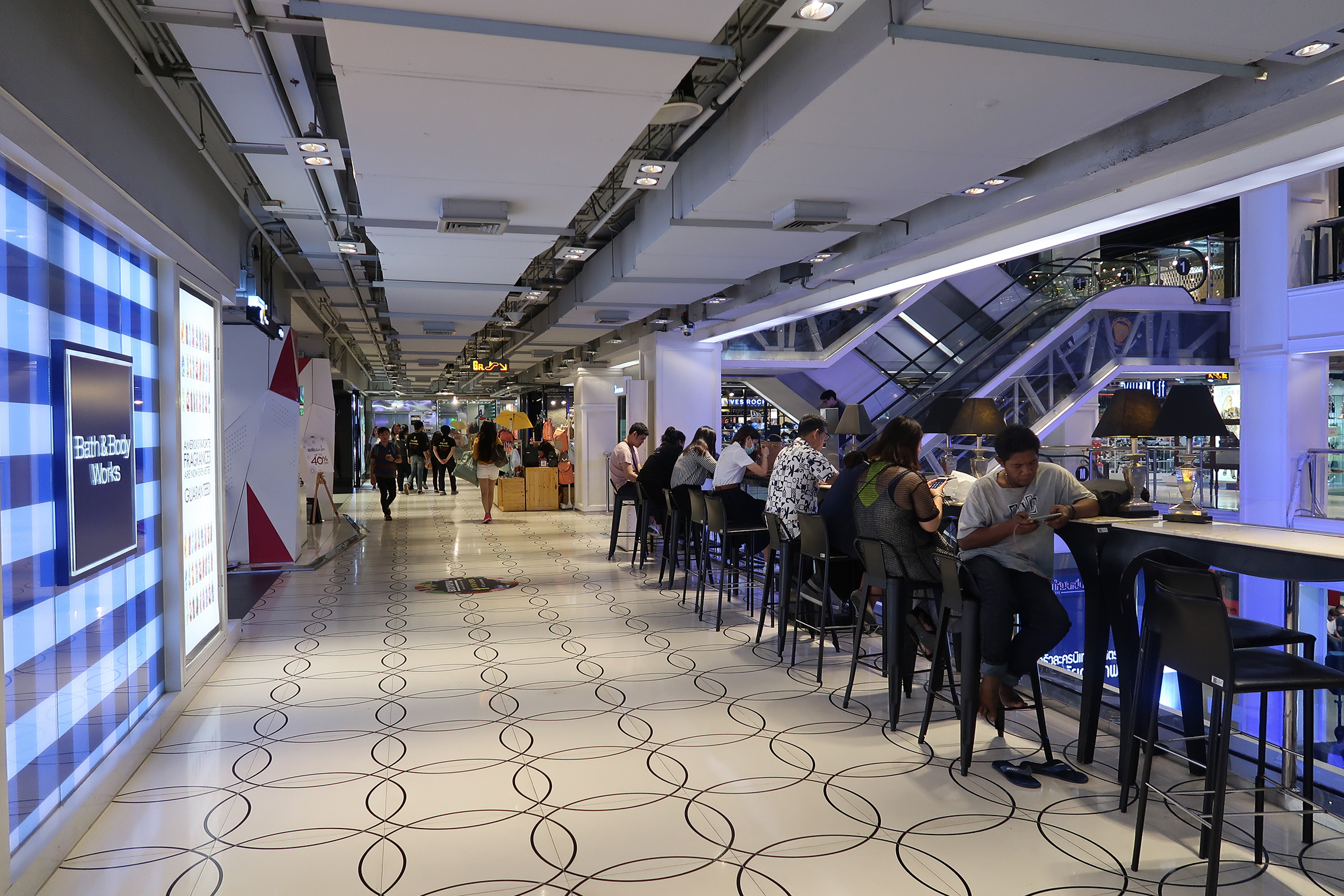
Khu vực ngồi chờ bên trung khu thương mại
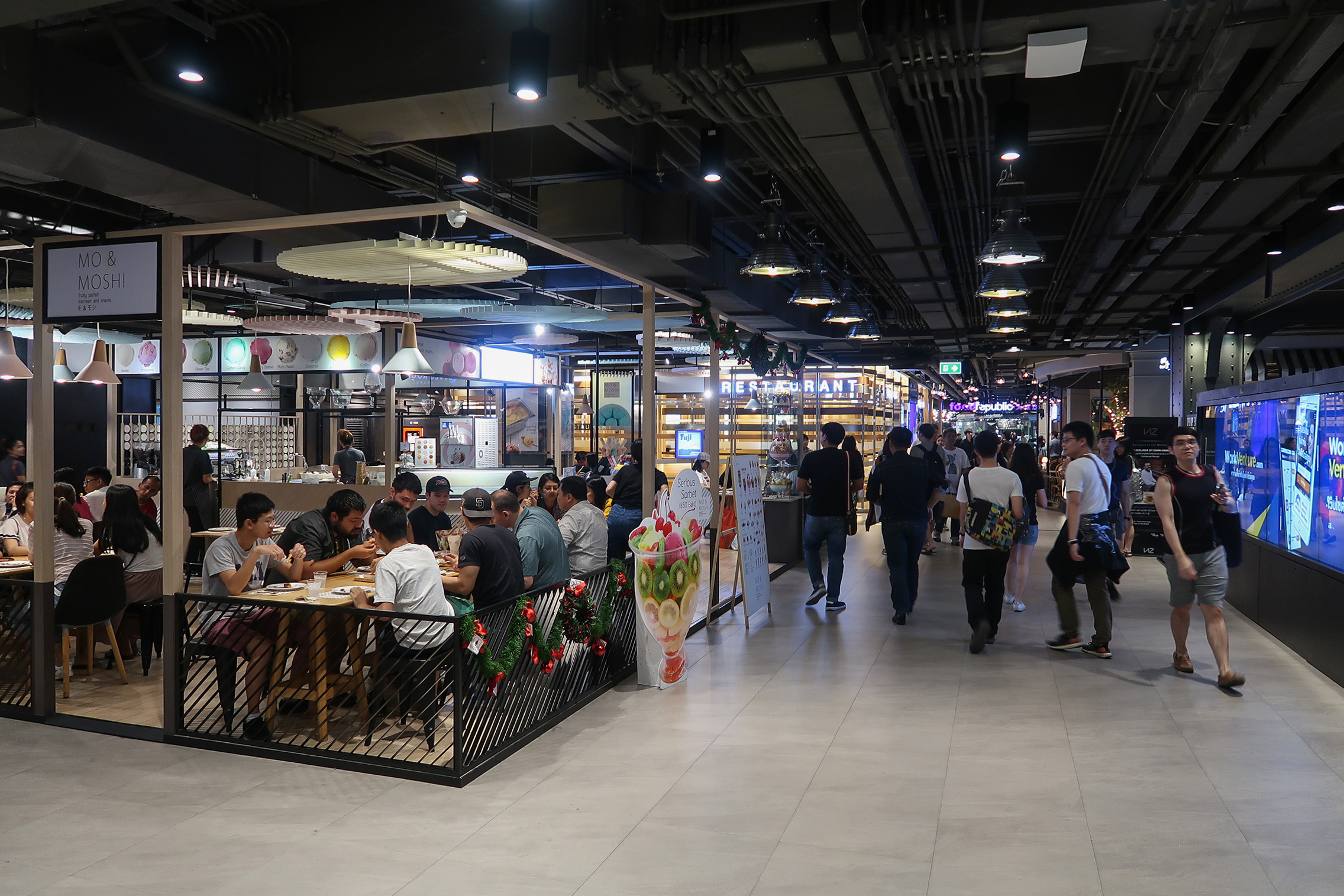
Nhà hàng

## Siam Discovery

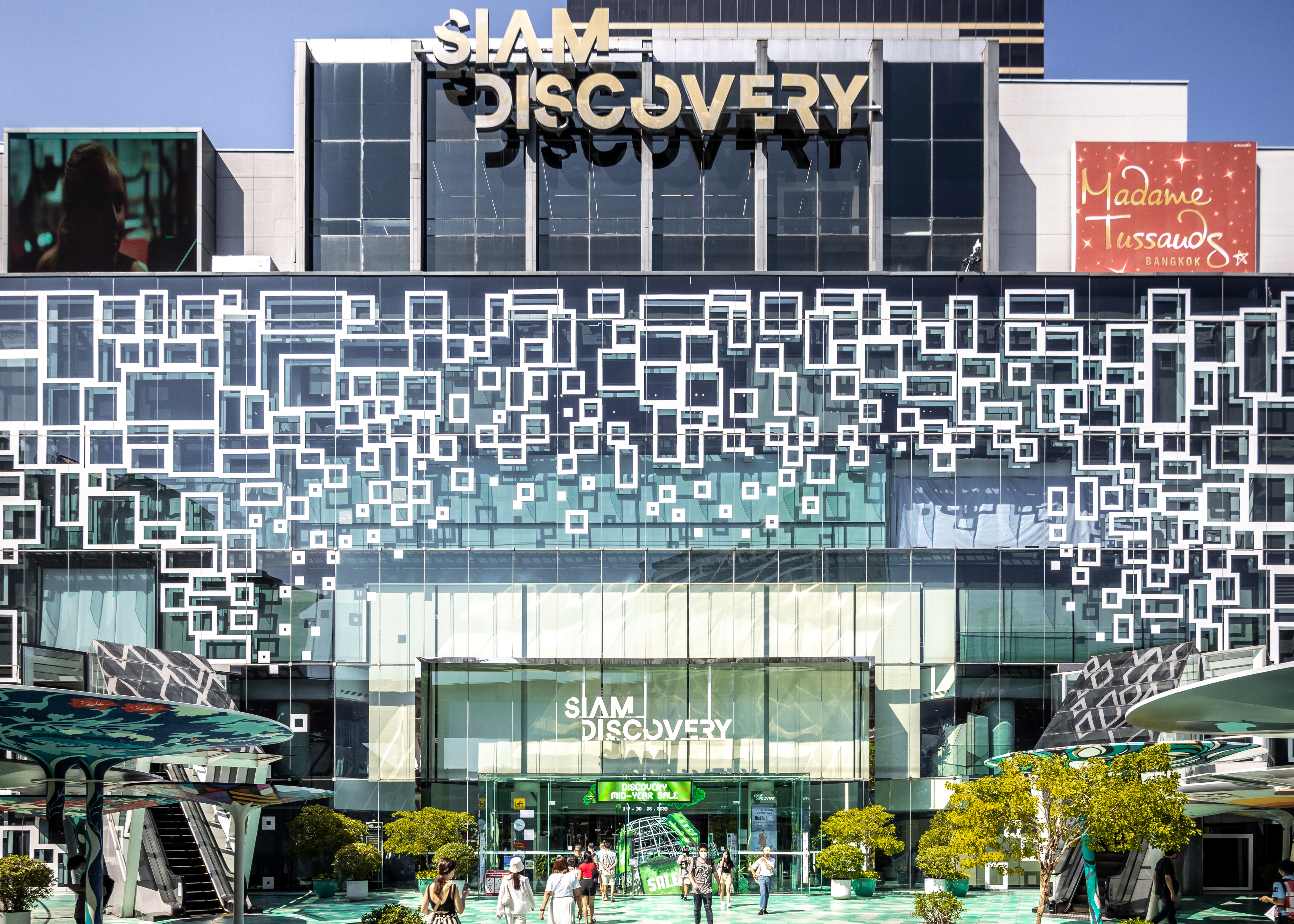
Siam Discovery không gian bên trong

Siam Discovery hoàn thành vào năm 1997. Trung tâm đã trải qua một đợt tân trang lớn vào năm 2016 được thiết kế bởi Nendo.

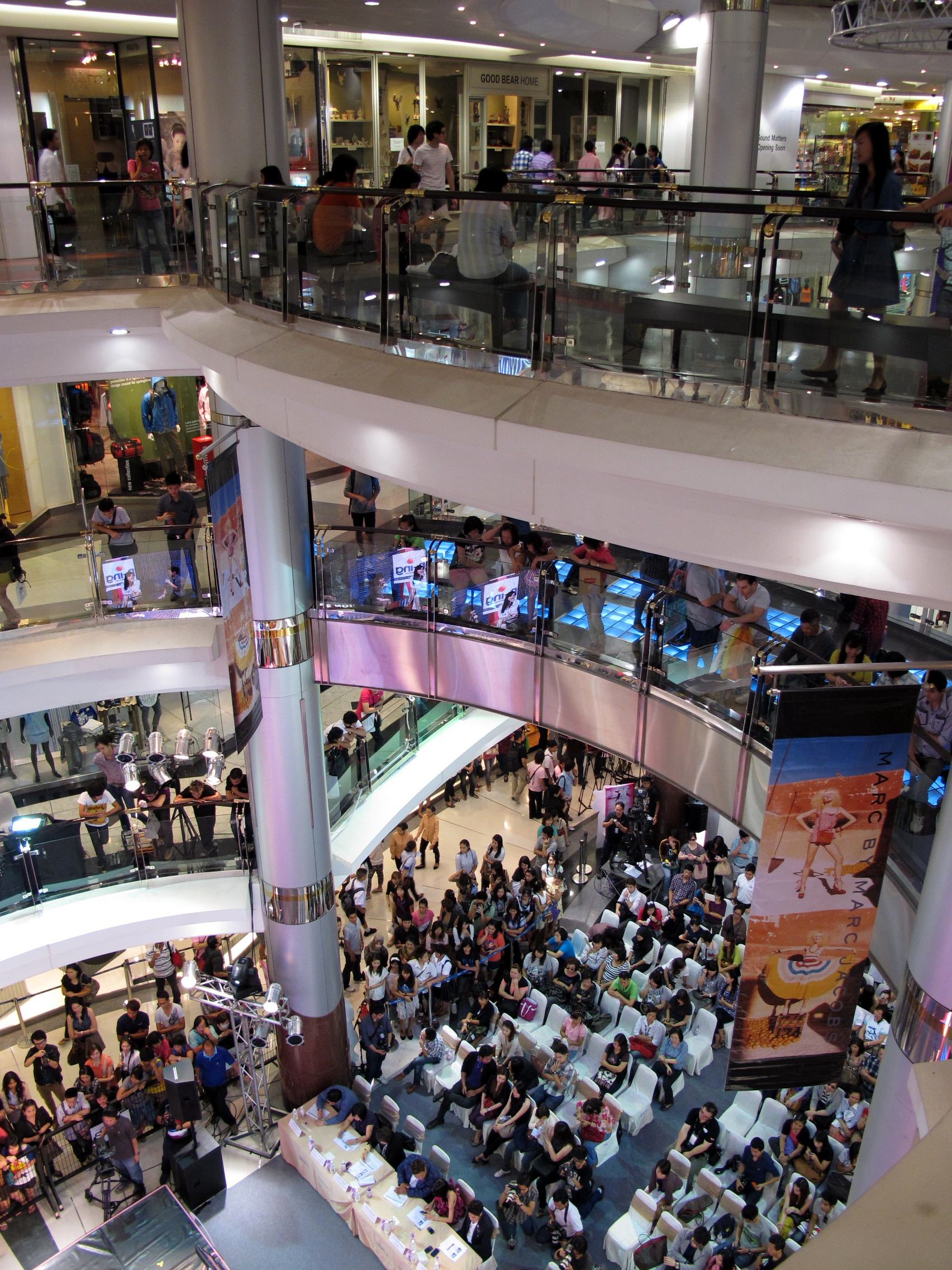
Không gian bên trong năm 2011 trước khi cải tạo
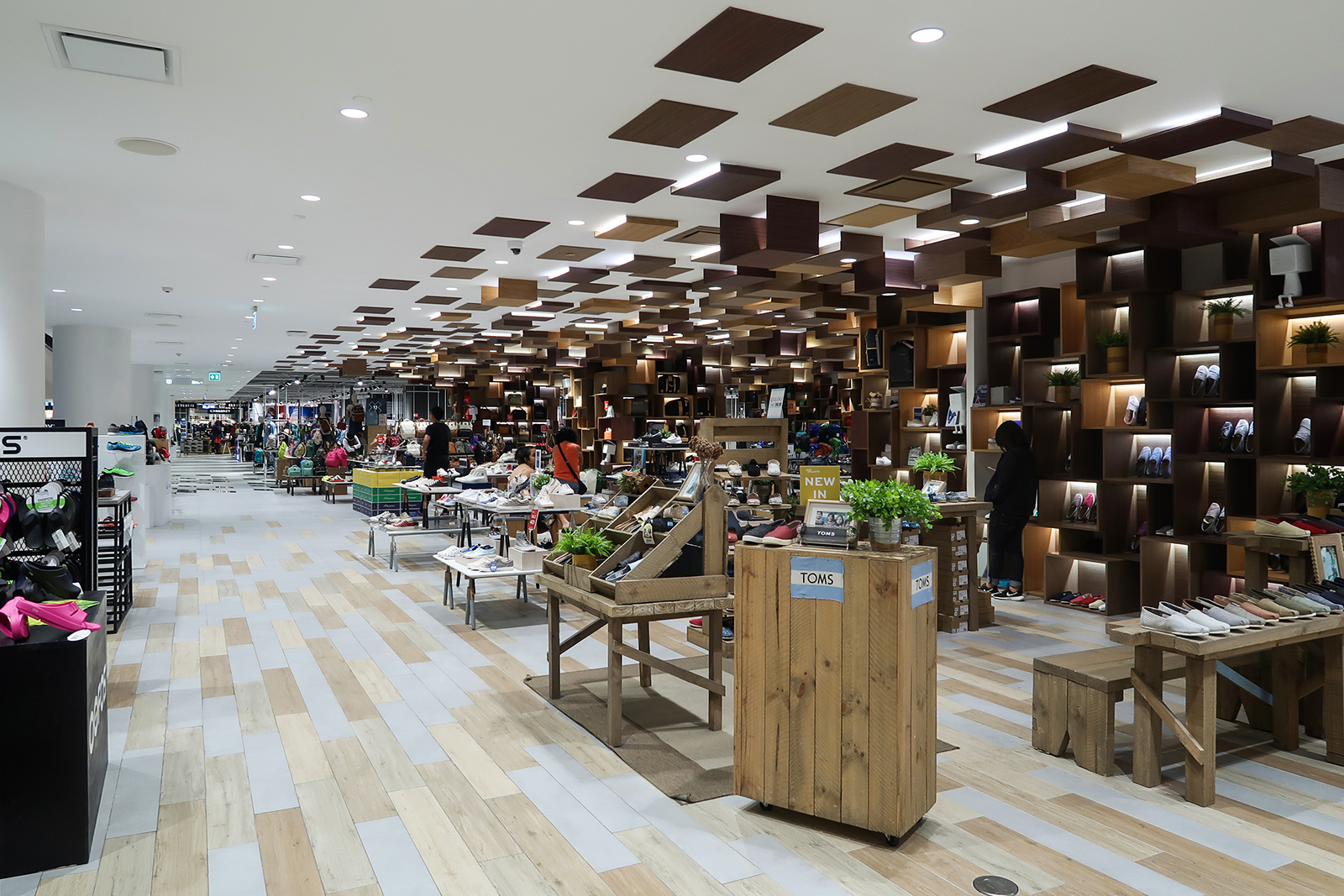
Sau khi cải tạo, cửa hàng sử dụng thiết kế mở
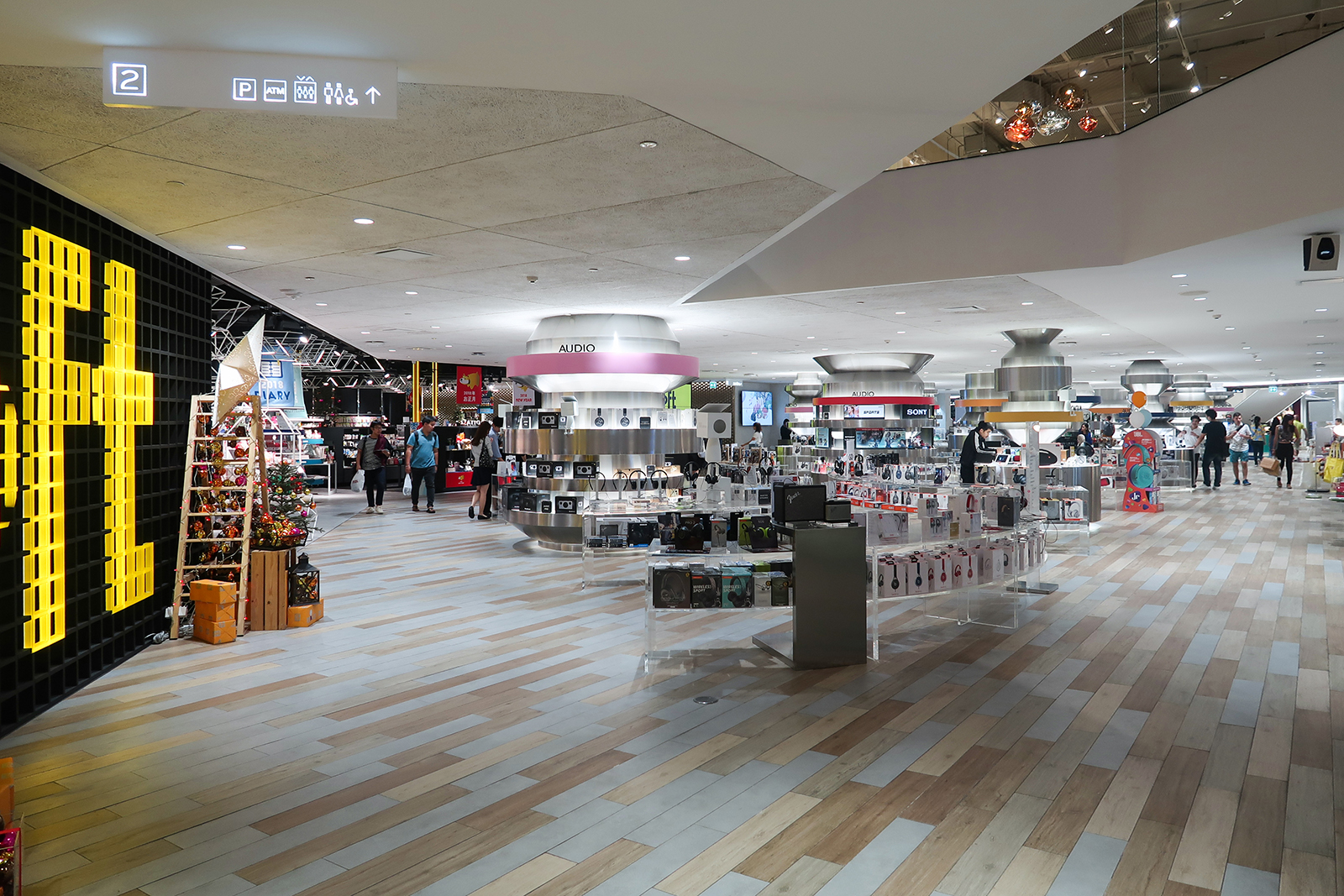
Cửa hàng tầng 2
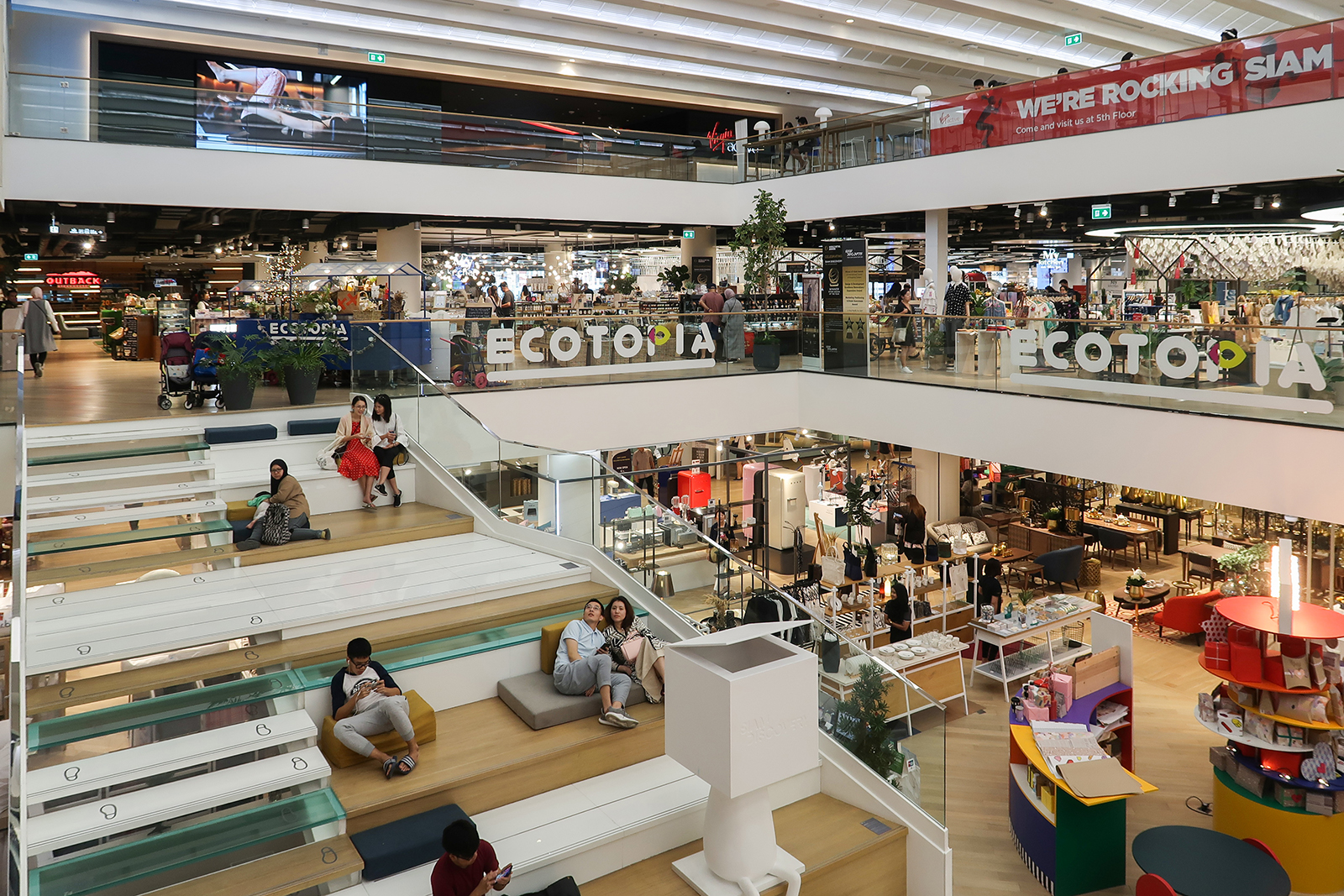
Không gian tầng 3
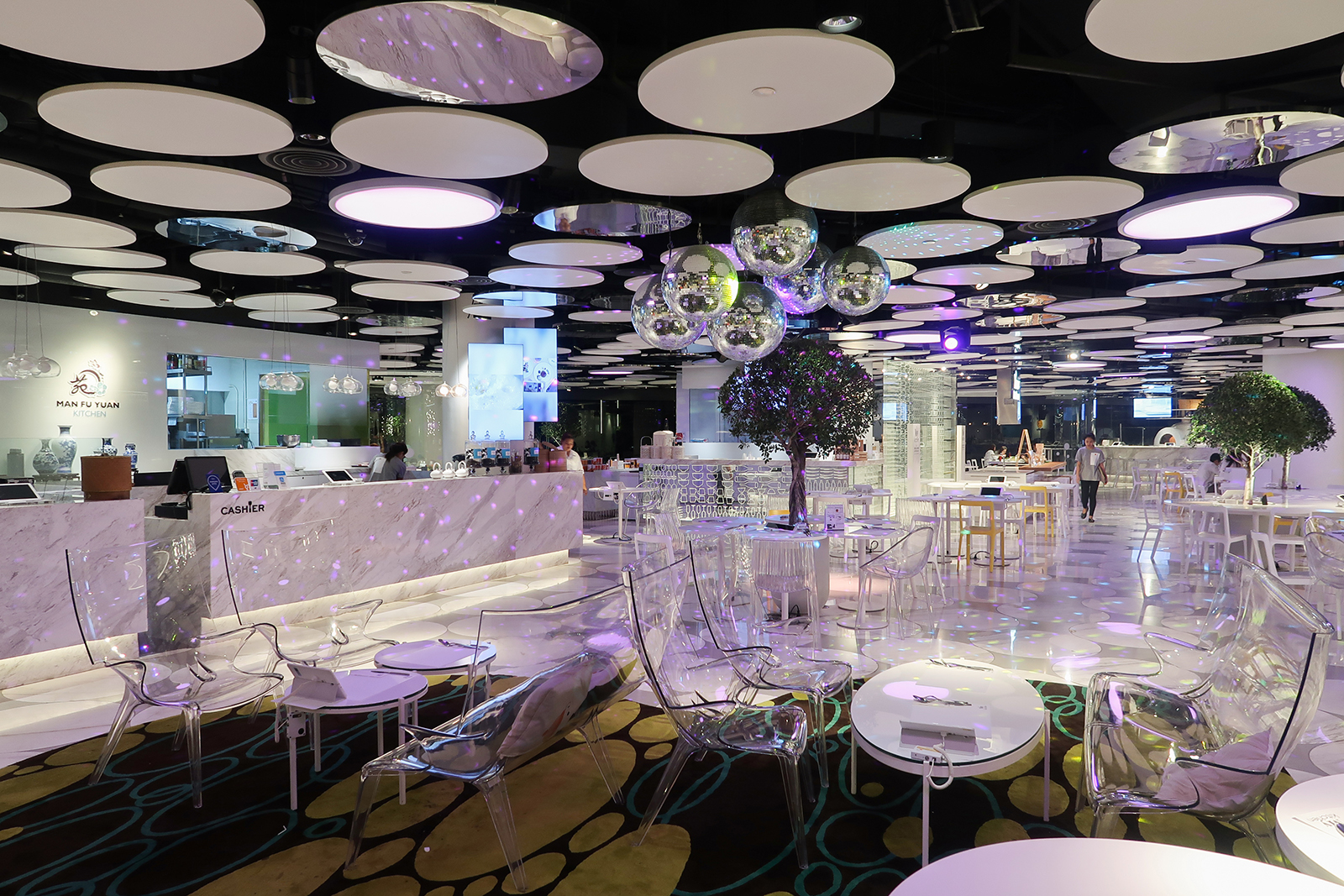
Khu ăn uống My Kitchen tại tầng 4

## Giải thưởng
- 2013: Cải tạo/tái phát triển thương mại xuất sắc nhất Thái Lan "Cải tạo Siam Discovery" từ Asia Pacific Property Award.[3]